# Hans Anton Maurenbrecher

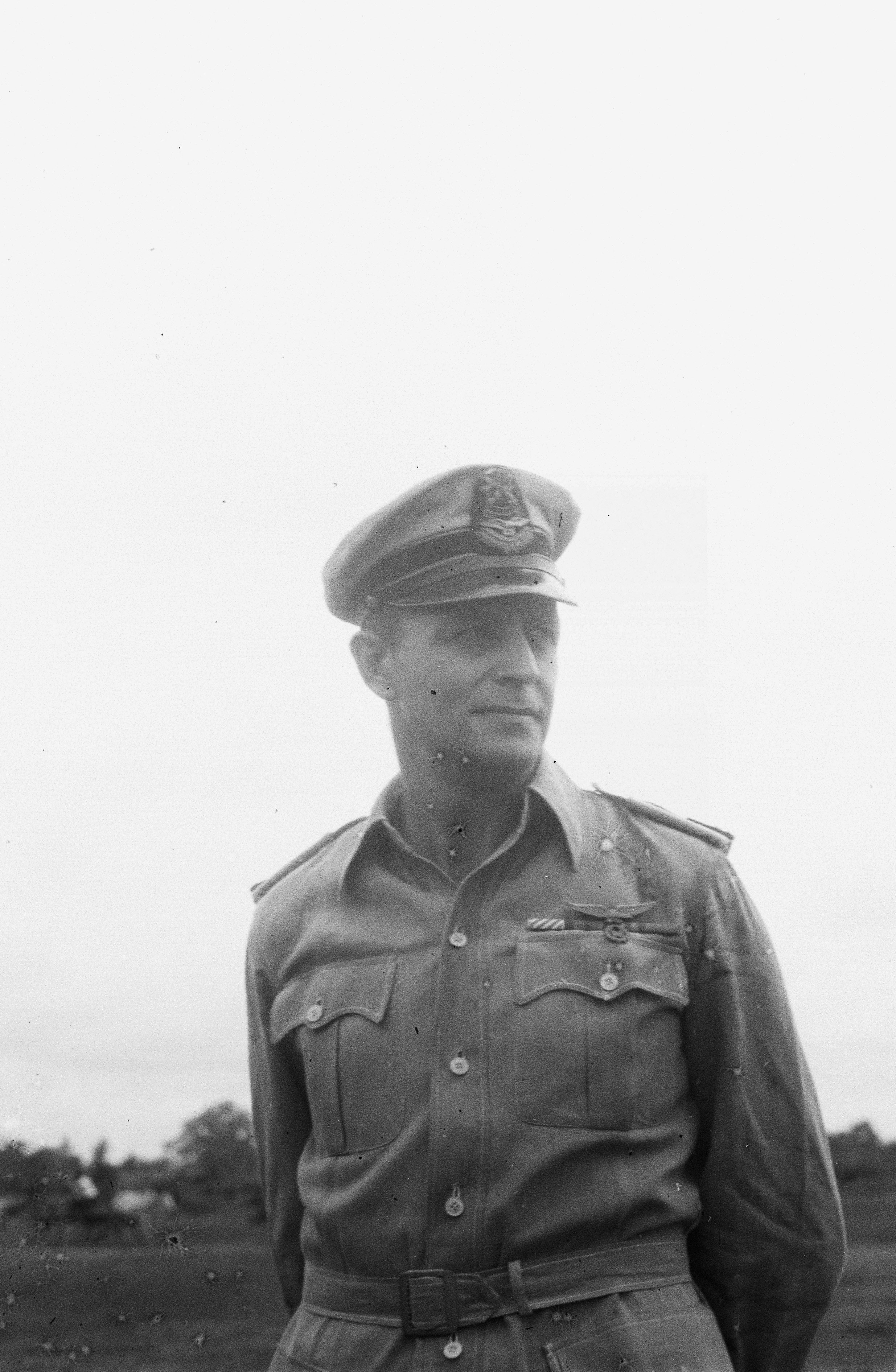
Hans Anton Maurenbrecher (1949)

Hans Anton Maurenbrecher (* 3. Oktober 1910 in Magelang, Java; † Juli 1966 am Great Barrier Reef) war ein Königlich–Niederländischer Generalleutnant der Luftwaffe und Einhandsegler.

## Leben
Maurenbrecher entstammte einer alten Soldatenfamilie, dem niederländischen Zweig der Düsseldorfer Postmeisterfamilie Maurenbrecher. Sein Vater war Oberstleutnant, sein Großvater Leutnant und sein Urgroßvater Oberst in der Königlich Niederländischen Indischen Armee (KNIL). Er besuchte die Militärakademie in Breda, welche er 1932 als Sekondeleutnant der Artillerie bei der KNIL verließ. Ab den 1920er Jahren baute die KNIL ihre eigene Luftstreitmacht auf, die ab 1939 unter dem Namen Militaire Luchtvaart van het Koninklijk Nederlands Indisch Leger (ML-KNIL) als Truppengattung selbstständig wurde. Maurenbrecher war dort unter anderem im Range eines Hauptmanns als Test- und Überführungspilot für die Brewster Buffalo tätig, ein Jagdflugzeug, von dem das ML-KNIL 1939 nach der Kapitulation der Niederlande 72 Maschinen in den USA erwarb und damit unter anderem die Verteidigung von Singapur unterstützte.  Nachdem die Kolonie im März 1942 von den Streitkräften Japans überrannt worden war, kämpfte das verbleibende niederländische Luftwaffenpersonal in Australien auf Seiten der Alliierten weiter und wurde mit vorwiegend amerikanischen Flugzeugen ausgestattet. Maurenbrecher wurde zunächst Fluginspekteur bei der Fliegerausbildung der Koninklijken Luchtmacht (KLu) in Jackson/USA. 1943 nahm er von Australien aus als Jagdflieger auf Curtiss P-40-Jagdflugzeugen erneut am Krieg gegen Japan teil. Nach dem Krieg war er zunächst im Range eines Majors Kommandant der 120. (NEI) Squadron in Medan, dann der 121. (NEI) Squadron auf North American P-51 Mustang-Jagdflugzeugen, 1946 bis 1949 Kommandeur des Luchtvaart Commandos Sumatra, nach der Unabhängigkeit Indonesiens bei der niederländischen Militärmission in Djakarta, anschließend Kommandant der niederländischen taktischen Luftstreitkräfte. Zuletzt bekleidete er den Rang eines Generalleutnants und Direktors für das Luftwaffenmaterial. In dieser Funktion führte er den Starfighter in den Niederlanden ein.  1963 trat er in den Ruhestand.
Maurenbrecher war auch außerhalb der Jagdfliegerei dem Abenteuer nicht abgeneigt. In seiner Zeit in Niederländisch-Ostindien pflegte er die Großwildjagd. Nach dem Eintritt in den Ruhestand hatte zunächst erwogen, die Erde im Flugzeug zu umrunden. Dann entschied er sich jedoch für eine Segelfahrt. Bei der Schiffswerft „Mulder en Rijke“ in Lemmer erwarb er ein Neun-Meter-Schiff des Typs „Oranjebloesem“, das er „Takebora“ taufte nach den Anfangsworten eines Fischerliedes, das er in seiner Jugend auf Soembava gehört hatte. Am 14. Juli 1964 lief er in IJmuiden westwärts zu einer Segeltour nach Australien und wieder zurück aus. 1965 lief er erneut nach Australien zur ersten niederländischen Einhand-Weltumseglung aus, um von dort längs der Nordküste von Australien und Madagaskar nach Südafrika zu segeln und wieder in die Niederlande zurückzukehren. Am 28. Mai 1966 verließ Maurenbrecher mit seiner Jacht den Hafen von Cairns, um nach Thursday Island zu segeln. Er gilt seit dem Juli 1966 als am Great Barrier Reef verschollen.

## Werk
- Hans Anton Maurenbrecher: Het journaal van de Takebora, Woerden/Laren 1996 (postum), ISBN 90-6564-252-8